# Rhyssolobium
Rhyssolobium là chi thực vật có hoa trong họ Apocynaceae.

## Các loài
- Rhyssolobium dumosum E.Mey., 1838: Từ tây nam Namibia tới bắc tỉnh Cape, Nam Phi.